# Nový Zéland na Letních olympijských hrách 1932
Nový Zéland se účastnil Letní olympiády 1932 v kalifornském Los Angeles. Zastupovalo ho 21 sportovců (20 mužů a 1 žena) ve 4 sportech.

## Medailisté
| Medaile | Jméno                      | Sport     | Soutěž                       |
| ------- | -------------------------- | --------- | ---------------------------- |
| Stříbro | Cyril Stiles Fred Thompson | Veslování | muži dvojka bez kormidelníka |